# فرازير أرمسترونغ
فرازير أرمسترونغ (بالإنجليزية: Fraser Armstrong)‏ هو لاعب اتحاد الرغبي نيوزلندي، ولد في 18 أبريل 1992 في تي أواموتو ‏ في نيوزيلندا.

## وصلات خارجية
- فرازير أرمسترونغ على موقع ItsRugby.co.uk (الإنجليزية)